# Das Bildnis des Dorian Gray
Das Bildnis des Dorian Gray (trad. O Retrato de Dorian Gray) é um filme mudo de fantasia alemão de 1917, dirigido por Richard Oswald e estrelado por Bernd Aldor, Ernst Pittschau, e Ernst Ludwig. É baseado no romance homônimo de Oscar Wilde de 1890, e é a quinta adaptação da obra.

## Sinopse
O jovem Dorian Gray vive em Londres no final do século XIX. Quando o pintor Basil Hallward faz um retrato dele, Dorian conhece seu amigo, lorde Henry Wotton, que o faz acreditar que a juventude é a única coisa importante na vida. Terminado o retrato, Dorian deseja ser jovem e bonito para sempre, igual a imagem pintada, enquanto esta deveria envelhecer em seu lugar. 
Dorian se apaixona pela cantora Sibyl Vane e planeja se casar com ela, mas a deixa, causando a morte da jovem que o amava idolatradamente. Após o suicídio de Sybil, Dorian nota a primeira mudança em seu retrato, que agora reflete a maldade de seu ato em suas feições. Dorian percebe que seu desejo foi realizado e que seu retrato mudou em seu lugar. Esta realização; combinada ao fato de que ele estar sob a influência de lorde Wotton, o leva a buscar nada além de seus prazeres e viver de maneira completamente irresponsável e hedonista.
Ele esconde a pintura, que não apenas envelhece em seu lugar, mas também revela os traços de seu comportamento sem escrúpulos. Quando Basil o convence a mostrar o retrato, a deformação mental de Dorian Gray o leva a matá-lo.
Ele chantageia um ex-amigo para ajudá-lo a se livrar do corpo, decide se endireita logo em seguida. Nenhuma das duas mortes está associada a Dorian Gray. No entanto, o irmão de Sibyl Vane, James, o procura desde a morte de sua irmã. Quando James Vane é morto em um acidente, Dorian percebe que não há mais ninguém que saiba seu segredo e possa revelá-lo, e que ele pode permanecer despercebido para sempre. Mas ele também percebe quanto dano e dor ele causou a outras pessoas. 
Dorian então se vira contra o retrato e apunhala uma faca no coração da imagem para se libertar de sua influência, o que também acaba com sua vida. Quando ele é encontrado mais tarde, o retrato está no estado em que Basil o pintou. O rosto de Dorian Gray, por outro lado, mostra as um homem velho, com todos os traços das mudanças que ocorreram dentro dele. 

## Elenco
- Bernd Aldor como Dorian Gray
- Ernst Pittschau como Sir Henry Wotton
- Ernst Ludwig como Basil Hallward, um pintor
- Andreas Van Horn como Alan Campbell, um farmacêutico
- Lea Lara como Sibyl Vane
- Sophie Pagay como a mãe de Dorian
- Arthur Wellin como James Vane, irmão de Sibyl
- Lupu Pick como o valete de Dorian